# 城巴85A線
城巴85A線是一條港島半山區路線，早上班次單向由筲箕灣開往寶馬山，下午班次由北角碼頭單向開往筲箕灣（經寶馬山），途經西灣河、鰂魚涌、北角及炮台山道，於寶馬山區內依次途經雲景道、寶馬山道、寶馬山公共運輸交匯處、寶馬山道及百福道折返（後兩者僅限回程往筲箕灣方向之班次途經）。

## 歷史
城巴於2013年7月14日將85線及529線合併，其中後者被取消。由於原有的529線設有一定數量的單向班次及起載班次並只來往筲箕灣，為免這類特別班次與來往小西灣（藍灣半島）的85線引起混亂，故城巴將原有529線上課日晨早及放學時間特別班次正名為85A線。
- 2013年9月2日：85A線投入服務，以取代529線上課日晨早及放學時間特別班次，開車時間及班次數目不變，收費由$4.0減至$3.7[1]。
- 2017年12月15日：增設實時抵站時間查詢服務。[2]
- 2018年9月3日：下午班次改由北角碼頭開出，亦提早開出的班次[3]。
- 2022年5月16日：由筲箕灣開出之頭班車提早至06:45，而由西灣河文娛中心及康怡廣場開出的特別班次取消[4]。

## 服務時間（詳細班次）
- 星期一至五上課日：
  - 筲箕灣開：06:45、06:52、06:59、07:05、07:10、07:15、07:24、07:28、07:33、07:38
  - 北角碼頭開：15:35、15:45、15:55
  - 愛東商場開：07:05

星期六、日、公眾假期及學校假期不設服務

## 收費
| - 本線設有12歲以下小童及65歲或以上長者半價優惠。 - 65歲或以上香港居民使用「樂悠咭」，以及12歲以下合資格殘疾兒童使用「殘疾人士身份」個人八達通繳付車資，均可享有每程$2.0或半價（以較低者為準）的票價優惠；12至64歲合資格殘疾人士使用「殘疾人士身份」個人八達通（包括「樂悠咭」），以及60至64歲香港居民使用「樂悠咭」繳付車資，均可享有每程$2.0或全費（以較低者為準）的票價優惠。 - 65歲或以上長者如使用長者或一般個人八達通繳付車資，則只可享有半價優惠；12至64歲合資格殘疾人士如不使用「殘疾人士身份」個人八達通，以及60至64歲人士如不使用「樂悠咭」繳付車資，必須繳付全費。 - 乘客可以現金或八達通於上車時付款，不設找續。 - 每位成人乘客可免費攜帶最多兩名4歲以下而不佔座位的兒童乘客乘車，超額之4歲以下小童必須繳付小童車費乘車。 - 九龍巴士、城巴及龍運巴士全職員工及家屬（不包括外判職員）可免費乘搭本路線，惟必須拍職員或職員家屬八達通。 - 乘客亦可使用AlipayHK「易乘碼」、支付寶、WeChatHK／微信支付「搭車碼」、銀聯雲閃付「乘車碼」及BOC Pay「乘車碼」、具有感應式支付功能的VISA、Mastercard及銀聯卡，以及Apple Pay、Google Pay及Samsung Pay流動支付平台繳付車資。使用此支付方式的乘客可享有中途下車之分段收費，以及與其他城巴獨營路線或聯營線城巴班次之轉乘優惠，惟不適用於與非城巴路線之轉乘優惠。乘客亦不能享有「公共交通費用補貼計劃」及「長者及合資格殘疾人士公共交通票價優惠計劃」。 |

- 乘下午班次往寶馬山方向，於張祝珊英文中學之前登車的乘客，若需繼續前往豐林閣或之後往筲箕灣方向的巴士站，需於寶馬山總站重新繳付車資。

## 使用車輛
本線用車由85、789抽調，主要使用亞歷山大丹尼士Enviro 500 12米和亞歷山大丹尼士Enviro 500 MMC12米行走。

## 行車路線
筲箕灣／愛東商場開經：未命名道路、南安里、筲箕灣道、英皇道、康山道、英皇道、炮台山道、天后廟道、雲景道、寶馬山道及校園徑。
愛東商場開出的特別班次不駛經斜體字之路段，改經愛賢街、愛勤道、太安街前往筲箕灣道後返回原線。
北角碼頭開經：琴行街、英皇道、炮台山道、天后廟道、雲景道、寶馬山道、校園徑、寶馬山公共運輸交匯處、寶馬山道、天后廟道、百福道、健康中街、七姊妹道、電照街、渣華道、英皇道、筲箕灣道、愛秩序街及南安街。

### 沿線車站
| 筲箕灣／愛東商場開 | 筲箕灣／愛東商場開 | 筲箕灣／愛東商場開   | 北角碼頭開 | 北角碼頭開         | 北角碼頭開             |
| 序號               | 車站名稱           | 位置                 | 序號       | 車站名稱           | 位置                   |
| ------------------ | ------------------ | -------------------- | ---------- | ------------------ | ---------------------- |
| 1*                 | 筲箕灣             | 筲箕灣巴士總站       | 1          | 北角碼頭           | 北角碼頭公共運輸交匯處 |
| 2*                 | 新成街             | 筲箕灣道             | 2          | 琴行街             | 英皇道                 |
| 3*                 | 海晏街             | 筲箕灣道             | 3          | 美麗閣             | 英皇道                 |
| 4*                 | 西灣河文娛中心     | 筲箕灣道             | 4          | 新時代廣場         | 英皇道                 |
| ^                  | 愛東商場           | 愛賢街               | 5          | 聖彼得堂           | 炮台山道               |
| ^                  | 港島民生書院       | 太安街               | 6          | 富嘉閣             | 炮台山道               |
| 5                  | 太祥街             | 筲箕灣道             | 7          | 張祝珊英文中學     | 雲景道                 |
| 6                  | 康怡廣場           | 康山道               | 8          | 雲景道配水庫遊樂場 | 雲景道                 |
| 7                  | 寶峰園             | 英皇道               | 9          | 海景台             | 雲景道                 |
| 8                  | 鰂魚涌街           | 英皇道               | 10         | 恆景園             | 雲景道                 |
| 9                  | 太古坊             | 英皇道               | 11         | 雲峰大廈           | 雲景道                 |
| 10                 | 民新街             | 英皇道               | 12         | 賽西湖大廈         | 寶馬山道               |
| 11                 | 模範邨             | 英皇道               | 13         | 寶馬山             | 寶馬山公共運輸交匯處   |
| 12                 | 健康村             | 英皇道               | 14         | 豐林閣             | 寶馬山道               |
| 13                 | 健威花園           | 英皇道               | 15         | 蘇浙公學           | 寶馬山道               |
| 14                 | 港運城             | 英皇道               | 16         | 豪景               | 寶馬山道               |
| 15                 | 琴行街             | 英皇道               | 17         | 寶馬臺             | 百福道                 |
| 16                 | 美麗閣             | 英皇道               | 18         | 柏立基夫人健康院   | 七姊妹道               |
| 17                 | 新時代廣場         | 英皇道               | 19         | 電照街             | 電照街                 |
| 18                 | 聖彼得堂           | 炮台山道             | 20         | 北角消防局         | 渣華道                 |
| 19                 | 富嘉閣             | 炮台山道             | 21         | 北角官立小學       | 英皇道                 |
| 20                 | 張祝珊英文中學     | 雲景道               | 22         | 新威園             | 英皇道                 |
| 21                 | 雲景道配水庫遊樂場 | 雲景道               | 23         | 惠安苑             | 英皇道                 |
| 22                 | 海景台             | 雲景道               | 24         | 太古城中心         | 英皇道                 |
| 23                 | 恆景園             | 雲景道               | 25         | 太安樓             | 筲箕灣道               |
| 24                 | 雲峰大廈           | 雲景道               | 26         | 海晏街             | 筲箕灣道               |
| 25                 | 賽西湖大廈         | 寶馬山道             | 27         | 愛秩序灣道         | 筲箕灣道               |
| 26                 | 寶馬山             | 寶馬山公共運輸交匯處 | 28         | 南康街             | 筲箕灣道               |
|                    |                    |                      | 29         | 筲箕灣             | 筲箕灣巴士總站         |

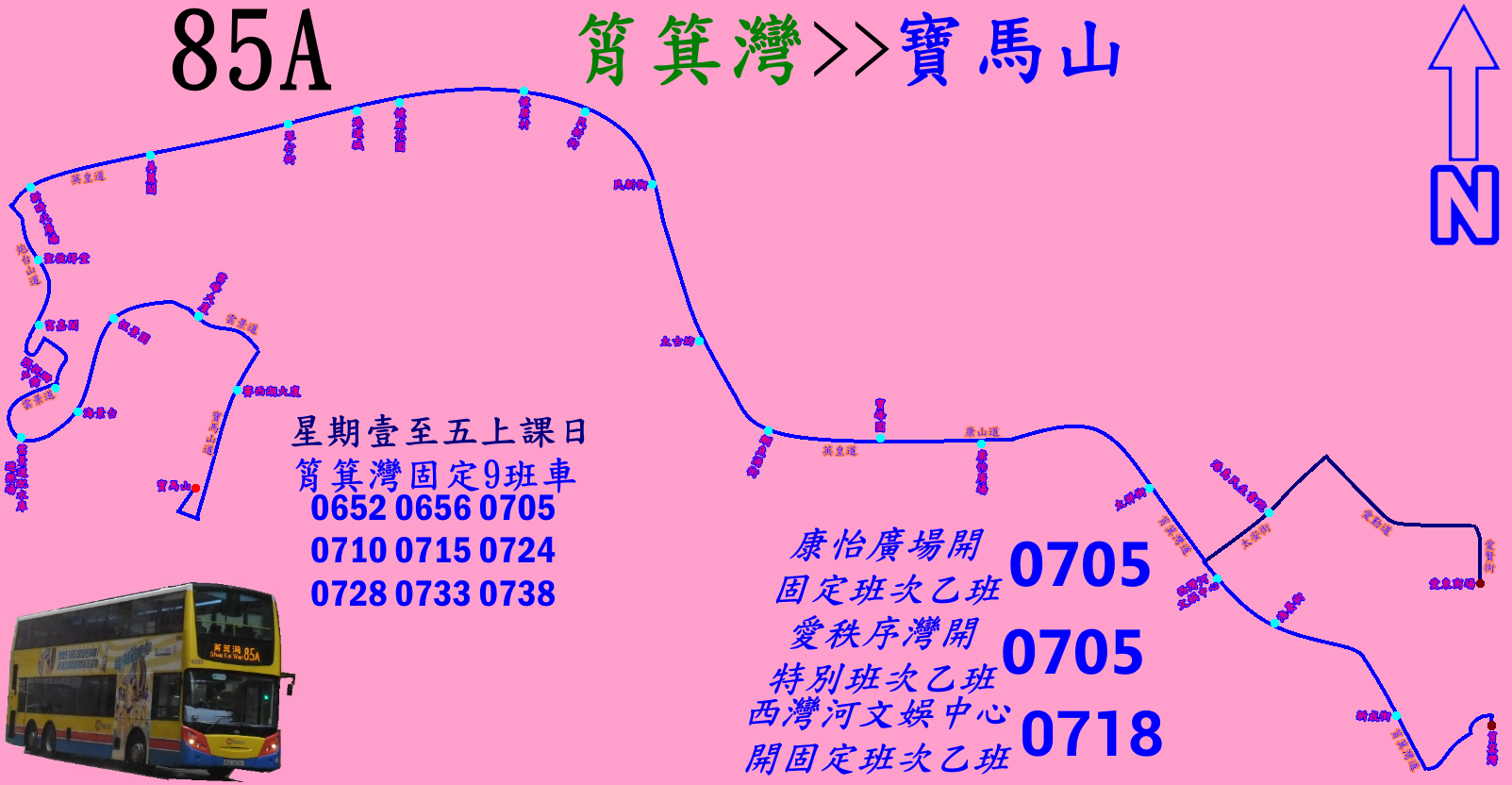
往寶馬山方向的走線圖

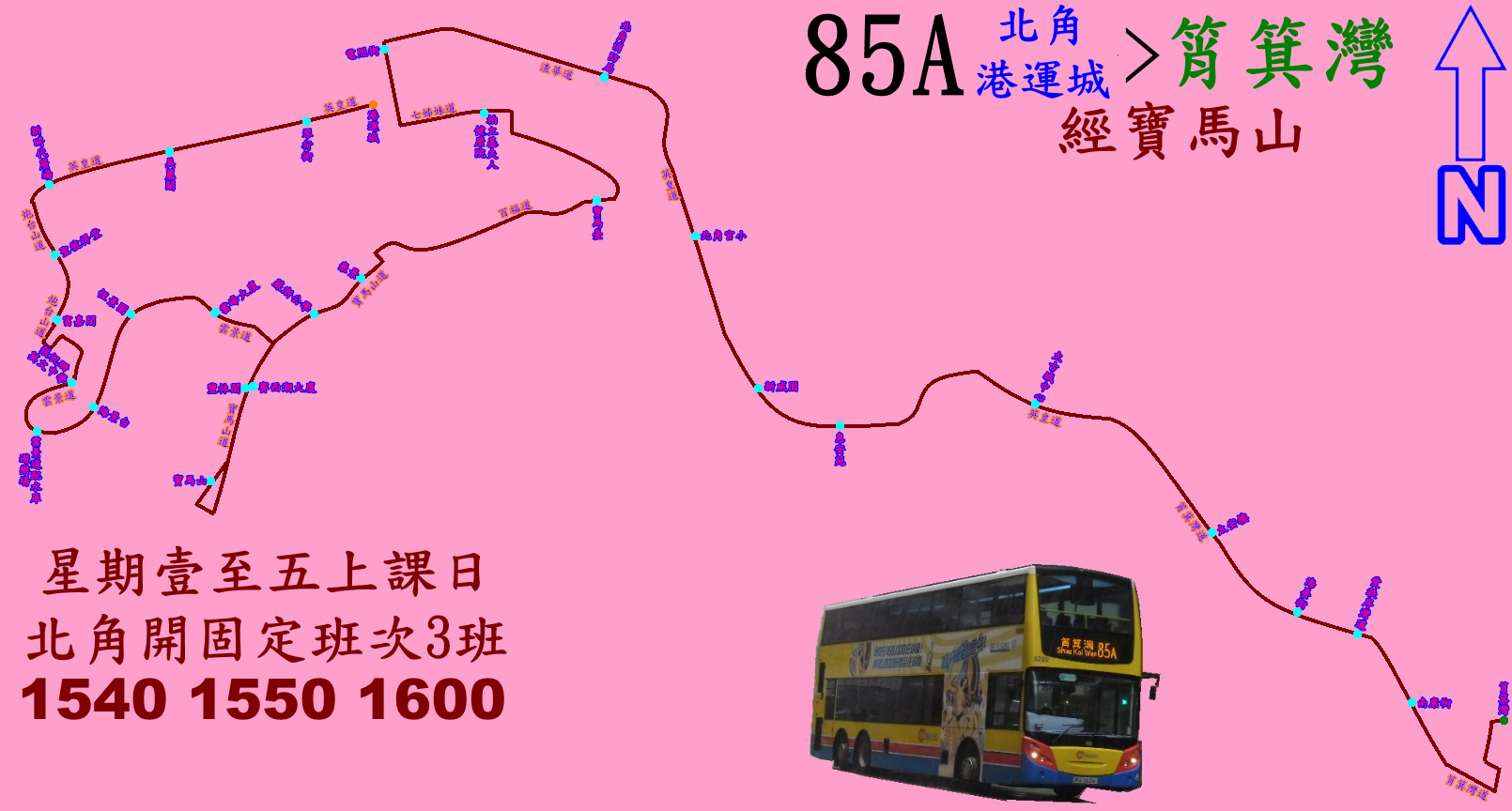
85A線往筲箕灣方向的走線圖

- 愛東商場開出的特別班次不停靠有 * 號之車站，改停有 ^ 號之車站。

## 外部連結
- 城巴官方網站85A線資料（PDF乳豬紙版） （页面存档备份，存于）